# John Kennedy Toole
John Kennedy Toole, född 17 december 1937 i New Orleans i Louisiana, död 26 mars 1969 i Biloxi i Mississippi, var en amerikansk författare. Han skrev den udda och humoristiska romanen Dumskallarnas sammansvärjning, som utgavs postumt genom moderns försorg 1980, elva år efter att Toole begått självmord.
Toole fick postumt Pulitzerpriset för skönlitteratur 1981 för Dumskallarnas sammansvärjning.